# Teilnehmergemeinschaft
Die Teilnehmergemeinschaft (TG) wird in einem Flurbereinigungsverfahren nach dem Flurbereinigungsgesetz (FlurbG) sowie in einem Flurneuordnungverfahren nach dem Landwirtschaftsanpassungsgesetz (LwAnpG) durch die Eigentümer von Grundstücken sowie die den Eigentümern gleichstehenden Erbbauberechtigten und Gebäudeeigentümer als Teilnehmer des Verfahrens gebildet. 

## Entstehen und Erlöschen
Die Teilnehmergemeinschaft entsteht mit dem Flurbereinigungsbeschluss und ist eine Körperschaft des öffentlichen Rechts. Aufsichtsbehörde ist die Flurbereinigungsbehörde. Sie erlischt, wenn ihre Aufgaben in der Schlussfeststellung für abgeschlossen erklärt werden.

## Organe der TG

### Teilnehmerversammlung
Eine Teilnehmerversammlung sollte der Vorstand mindestens ein Mal im Jahr durchführen, um den aktuellen Stand des Verfahrens zu erläutern sowie den Teilnehmern die Möglichkeit zu geben, Fragen an den Vorstand zu stellen. Die Teilnehmerversammlung hat folgende Rechte:
- Wahl des Vorstandes
- Abberufung von Mitgliedern des Vorstandes oder deren Stellvertreter durch Neuwahl
- vom Vorstand Auskunft verlangen
- anstelle des Vorstandes zu Fragen Stellung nehmen
- Satzungen über die Angelegenheiten der TG beschließen (z. B. Wahlverfahren)

### Vorstand der TG
Der Vorstand führt die Geschäfte der TG und ist das zentrale Entscheidungsgremium eines Flurbereinigungsverfahrens. Er besteht aus mehreren ehrenamtlichen Mitgliedern, deren Zahl die Flurbereinigungsbehörde bestimmt. Für jedes Vorstandsmitglied wird ein Stellvertreter gewählt oder bestellt.

### Wahl des Vorstandes
Möglichst bald nach der Rechtskraft des Flurbereinigungsbeschlusses lädt die Flurbereinigungsbehörde die Teilnehmer durch öffentliche Bekanntmachung zum Wahltermin ein. Die Vorstandswahl wird durch die Flurbereinigungsbehörde geleitet. Wählbar ist jede natürliche Person, die unbeschränkt geschäftsfähig ist. Wahlberechtigt sind die anwesenden Teilnehmer mit je einer Stimme. Gemeinschaftliche Eigentümer gelten als ein Teilnehmer.

### Vorsitzender des Vorstandes
Der Vorstand wählt aus seiner Mitte den Vorsitzenden und den Stellvertreter. Der Vorsitzende führt die Vorstandsbeschlüsse aus und vertritt die TG gerichtlich und außergerichtlich.

## Aufgaben der TG
Die TG nimmt die gemeinschaftlichen Angelegenheiten der Teilnehmer wahr. Dies sind insbesondere:
- Herstellung und Unterhaltung der gemeinschaftlichen Anlagen
- Aufbringung der Eigenleistung
- Festsetzung der im Verfahren zu leistenden Beiträge

Durch landesspezifische Regelungen können der TG weitere staatliche Aufgaben übertragen werden.

## Verband der Teilnehmergemeinschaften
Mehrere Teilnehmergemeinschaften können sich zu einem Verband und mehrere Verbände zu einem Gesamtverband zusammenschließen. Die gewählten Vorstandsmitglieder der einzelnen Teilnehmergemeinschaften haben größtenteils nicht die fachliche Qualifikation und die Zeit, Aufgaben wie Straßen- und Wegebau, Buchführung, Ausschreibungen nach VOB usw. durchzuführen. Der Verband tritt nach Maßgabe seiner Satzung an die Stelle der TG und übernimmt einen Großteil ihrer Aufgaben. Der Verband finanziert sich durch Beiträge seiner Mitglieder.

### Verbände der Teilnehmergemeinschaften in Deutschland

#### Bayern
LVLE Bayern (übergeordneter Landesverband),
VLE Mittelfranken,
VLE Niederbayern,
VLE Oberbayern,
VLE Oberfranken,
VLE Oberpfalz,
VLE Schwaben,
VLE Unterfranken,

#### Baden-Württemberg
Verband der Teilnehmergemeinschaften Baden-Württemberg

#### Brandenburg
Verband für Landentwicklung und Flurneuordnung Brandenburg

#### Niedersachsen
VTG Bremerhaven,
VTG Emsland,
VTG Grafschaft Bentheim,
VTG, Lüneburg,
VTG Oldenburg,
VTG Osnabrück,
VTG Ostfriesland,
VTG Süd-Ost-Niedersachsen,
VTG Sulingen,
VTG Verden

#### Nordrhein-Westfalen
VTG Köln,
VTG Mönchengladbach

#### Rheinland-Pfalz
VTG Rheinland-Pfalz

#### Sachsen
VLN Sachsen

#### Sachsen-Anhalt
VTG Sachsen-Anhalt

#### Thüringen
VLF Thüringen

## Landesspezifische Besonderheiten

### Sachsen
Grundlage: Gesetz zur Ausführung des Flurbereinigungsgesetzes (AGFlurbG)
Der Vorsitzende des Vorstandes der TG und dessen Stellvertreter werden von der Flurbereinigungsbehörde bestimmt. Der Vorstand muss der Bestellung zustimmen.
Als Vorstandsmitglied ist nur wählbar, wer die Anforderungen an die Berufung in das Amt eines ehrenamtlichen Richters im Sinne von § 9 des Gesetzes zur Prüfung von Rechtsanwaltszulassungen, Notarbestellungen und Berufungen ehrenamtlicher Richter erfüllt.
Der Gesetzgeber hat der TG weitere Aufgaben und Befugnisse übertragen, dies ist vor allem die Neugestaltung des Verfahrensgebietes und:
- die Aufstellung und Ausführung des Planes über die gemeinschaftlichen und öffentlichen Anlagen (Plan nach § 41 FlurbG)
- die Wertermittlung
- den Wunschtermin
- die Aufstellung und Ausführung des Flurbereinigungsplanes
- Entscheidungen im Zusammenhang mit Beiträgen

### Brandenburg
Grundlage: Gesetz über die ländliche Entwicklung in Brandenburg und zur Ausführung des Flurbereinigungsgesetzes und des Landwirtschaftsanpassungsgesetzes (BbgLEG)
Der Teilnehmergemeinschaft ist in Brandenburg durch das BbgLEG im Wesentlichen die Aufgaben der (unteren) Flurbereinigungsbehörde übertragen worden. Sie untersteht im übertragenen Wirkungsbereich der Rechts- und Fachaufsicht der oberen Flurneuordnungsbehörde (Landesamt für Verbraucherschutz, Landwirtschaft und Flurneuordnung). Ausgenommen von der Übertragung sind die Aufgaben und Befugnisse nach den §§ 43, 52 Abs. 3 Satz 2, §§ 61 bis 66, 79 bis 83, 85 Nr. 5 und 6, § 86  Abs. 2 Nr. 1, § 88 Nr. 3, 5 bis 8 und § 89 Abs. 2 des Flurbereinigungsgesetzes.
Um diese Aufgaben wahrnehmen zu können, bestimmt die obere Flurneuordnungsbehörde einen geeigneten Bediensteten des höheren oder des gehobenen Dienstes, der bis zur Beendigung des Verfahrens gemäß § 149 Abs. 3 des Flurbereinigungsgesetzes als Mitglied des Vorstands für Fach- und Rechtsfragen der Bodenordnung (Fachvorstandsmitglied) zuständig ist. Das Fachvorstandsmitglied ist ständiger Vertreter des Vorsitzenden des Vorstandes.
Die Teilnehmergemeinschaft hat im übertragenen Wirkungsbereich das Verfahrensgebiet gemäß § 2 Abs. 1 des Flurbereinigungsgesetzes neu zu gestalten, insbesondere den Flurbereinigungsplan zu erstellen und alle hierzu notwendigen Verhandlungen zu führen sowie die zur Ausführung des Flurbereinigungsplans erforderlichen Maßnahmen zu treffen (§§ 37 bis 90 des Flurbereinigungsgesetzes). Im Rahmen der übertragenen Aufgaben und Befugnisse hat die Teilnehmergemeinschaft die verfahrensrechtliche Stellung der Flurbereinigungsbehörde im Sinne des Flurbereinigungsgesetzes. Die Teilnehmergemeinschaft bedient sich zur Erfüllung der übertragenen Aufgaben des Verbandes für Landentwicklung und Flurneuordnung Brandenburg -vlf- (Verband der Teilnehmergemeinschaften), wenn nicht die obere Flurbereinigungsbehörde mit Zustimmung der obersten Flurbereinigungsbehörde etwas anderes bestimmt. Im Gegenzug sind 44 Beschäftigte des Landes eine neue Anstellung beim vlf eingegangen.